# Danielle Kang
Danielle Grace Kang (San Francisco, 20 ottobre 1992) è una golfista statunitense, attiva principalmente nell'LPGA Tour.

## Biografia
È nata a San Francisco il 20 ottobre 1992 da K.S. Kang e Grace Lee, entrambi di origine sudcoreana.
Studia all'Oak Park High School per poi proseguire gli studi alla Westlake High School e infine all'Università Pepperdine di Malibù.

### Vita privata
Tra il 2019 e il 2020 è stata legata sentimentalmente al collega Maverick McNealy.

## Carriera

### Dilettantismo
Nel 2007, all'età di 14 anni, ottiene la qualificazione allo U.S. Women's Open. Durante il periodo amatoriale milita al lungo nel PGA Junior Tour della California del Sud, assieme ad altre giocatrici della zona quali Lizette Salas e Brianna Do.
Si aggiudica quindi lo U.S. Women's Amateur nel 2010 e compete in tutti e quattro i major del 2011 come dilettante: in tre di essi riesce a passare il taglio (ovvero l’esclusione dal 3º e 4º giro dei giocatori peggiori in classifica dei primi due giri), e nell'LPGA Championship è l'unica giocatrice non professionista in gara. Nel Women's British Open è invece tra le ultime classificate, con un 49º posto finale. Nell'agosto 2011 ottiene nuovamente il successo allo U.S. Women's Amateur, divenendo la prima giocatrice in 15 anni a ottenere due vittorie consecutive del suddetto torneo.

### Professionismo
Esordisce a livello professionale nel settembre 2011 in occasione del Walmart NW Arkansas Championship, grazie all'esenzione di uno sponsor, senza tuttavia passare il taglio. Più tardi entra nella scuola di qualificazione dell'LPGA, terminando la fase finale con un 39º posto che le conferisce uno status condizionale per la stagione 2012 dell'LPGA Tour.

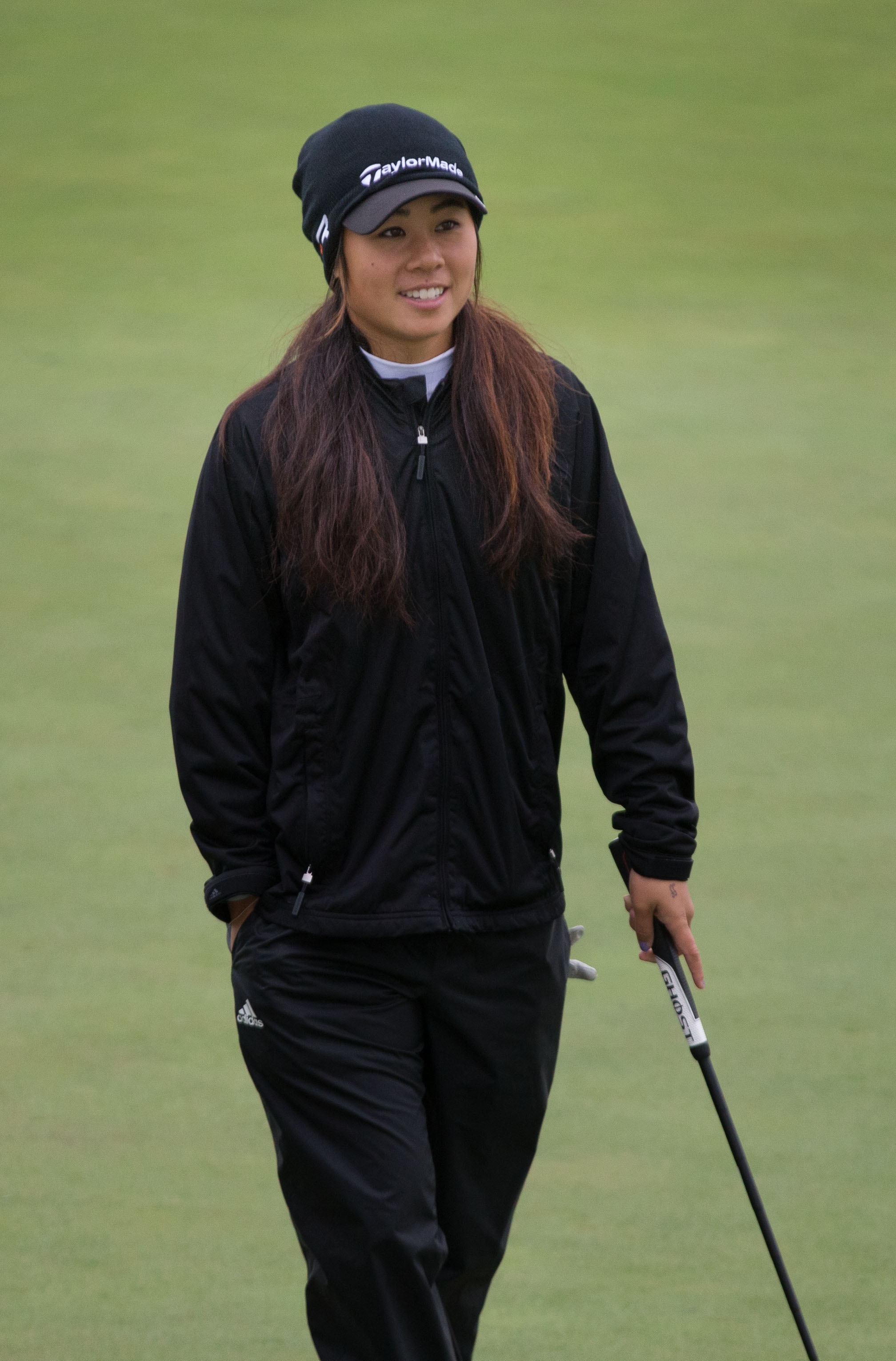
Danielle Kang nel 2013

La stagione 2012 vede la Kang competere in 19 eventi, con 13 passaggi del taglio e un guadagno complessivo di 239 184 dollari, che la piazza in 52ª posizione nella lista annuale dei soldi dell'LPGA Tour (money list). La californiana entra così a pieno regime nel circuito LPGA a partire dalla stagione 2013.
Ottiene la sua prima vittoria all'interno dell'LPGA Tour nel 2017 in occasione del major KPMG Women's PGA Championship, sua 144ª partenza. Il 21 ottobre 2018 arriva invece la seconda vittoria con il successo al torneo inaugurale del Buick LPGA Shanghai, vinto in Cina con un margine di due colpi. Si laurea campionessa anche nell'edizione successiva, piazzandosi davanti alla statunitense Jessica Korda.
Il 2 agosto 2020 vince l'LPGA Drive On Championship all'Inverness Club di Toledo, primo torneo sanzionato dalla LPGA dopo una sospensione di sei mesi dovuta alla pandemia di COVID-19. Una settimana dopo ottiene il suo quinto successo trionfando al Marathon Classic.
Tra il 4 e il 7 agosto 2021 prende parte al torneo di golf femminile dei Giochi olimpici di Tokyo 2020, posticipati di un anno a causa dell'emergenza sanitaria COVID-19, terminando la competizione con un 20º posto complessivo a pari merito con la finlandese Sanna Nuutinen e la svedese Madelene Sagström. A fine anno conquista il Trofeo Vare, assegnato alla giocatrice con la media di punteggio più bassa della stagione LPGA.
Il 23 gennaio 2022 si aggiudica l'Hilton Grand Vacations Tournament of Champions al Lake Nona Golf & Country Club di Orlando. Pochi giorni dopo arriva seconda al Gainbridge LPGA at Boca Rio, sconfitta per un colpo dall'amica e rivale Lydia Ko.

## Risultati in carriera

### Vittorie sull'LPGA Tour
| Legenda                         |
| Tornei major (1)                |
| Altri tornei dell'LPGA Tour (5) |

| Nr. | Data            | Torneo                                         | Punteggio       | Al par | Margine | Seconda classificata                                                                          |
| --- | --------------- | ---------------------------------------------- | --------------- | ------ | ------- | --------------------------------------------------------------------------------------------- |
| 1   | 2 luglio 2017   | KPMG Women's PGA Championship                  | 69-66-68-68=271 | −13    | 1 colpo | Brooke Henderson                                                                              |
| 2   | 21 ottobre 2018 | Buick LPGA Shanghai                            | 67-68-71-69=275 | −13    | 2 colpi | Marina Alex, Brittany Altomare Ariya Jutanugarn, Kim Sei-young Lydia Ko, Liu Wenbo Annie Park |
| 3   | 20 ottobre 2019 | Buick LPGA Shanghai (2)                        | 69-67-66-70=272 | −16    | 1 colpo | Jessica Korda                                                                                 |
| 4   | 2 agosto 2020   | LPGA Drive On Championship                     | 66-73-70=209    | −7     | 1 colpo | Céline Boutier                                                                                |
| 5   | 9 agosto 2020   | Marathon Classic                               | 64-67-70-68=269 | −15    | 1 colpo | Jodi Ewart Shadoff, Lydia Ko                                                                  |
| 6   | 23 gennaio 2022 | Hilton Grand Vacations Tournament of Champions | 68-67-69-68=272 | −16    | 3 colpi | Brooke Henderson                                                                              |

Record negli spareggi (playoff) dell'LPGA Tour (0–2)
| Nr. | Anno | Torneo                                  | Avversaria(e) | Risultato                                  |
| --- | ---- | --------------------------------------- | ------------- | ------------------------------------------ |
| 1   | 2019 | BMW Ladies Championship                 | Jang Ha-na    | Perde per un birdie alla terza extra buca. |
| 2   | 2021 | Diamond Resorts Tournament of Champions | Jessica Korda | Perde per un birdie alla prima buca extra. |

## Tornei Major

### Vittorie (1)
| Anno | Torneo                   | Dopo 54 buche            | Punteggio             | Margine | Seconda classificata |
| ---- | ------------------------ | ------------------------ | --------------------- | ------- | -------------------- |
| 2017 | Women's PGA Championship | Al comando a pari merito | −13 (69-66-68-68=271) | 1 colpo | Brooke Henderson     |

### Risultati
I risultati non sono in ordine cronologico.
| Torneo                   | 2007 | 2008 | 2009 | 2010 | 2011 | 2012 | 2013 | 2014 | 2015 | 2016 | 2017 | 2018 | 2019 | 2020 |
| ------------------------ | ---- | ---- | ---- | ---- | ---- | ---- | ---- | ---- | ---- | ---- | ---- | ---- | ---- | ---- |
| Chevron Championship     |      |      |      |      | EL   |      | EL   | P61  | P26  | P26  | P47  | EL   | P6   | P11  |
| Women's PGA Championship |      |      |      |      | P50  | EL   | P22  | P25  | EL   | P46  | 1    | P33  | P5   | P33  |
| U.S. Women's Open        | EL   |      |      | 64   | P68  | P14  | EL   | P59  | P47  | P17  | EL   | P4   | EL   | P52  |
| The Evian Championship ^ |      |      |      |      |      |      | P31  | EL   | P59  | P30  | P18  | EL   | EL   | NT   |
| Women's British Open     |      |      |      |      | P49  | EL   | P42  | EL   | P56  | EL   | EL   | EL   | P41  | P32  |

| Torneo                   | 2021 | 2022 | 2023 | 2024 |
| ------------------------ | ---- | ---- | ---- | ---- |
| Chevron Championship     | 13   | P17  | P28  | EL   |
| U.S. Women's Open        | P35  | P63  | EL   | P51  |
| Women's PGA Championship | P5   |      | P39  |      |
| The Evian Championship   |      |      | EL   |      |
| Women's British Open     | EL   |      | P69  |      |

^ L'Evian Championship fu aggiunto come torneo major nel 2013.
     Vittoria
     Top 10
     Non partecipante
EL = eliminazione a metà gara (non passa il taglio)

NT = nessun torneo

"P" = pari merito